# Умова зліченності ланцюгів
У математиці, в області теорії порядку, умова зліченності ланцюгів (англ. countable chain condition чи ccc) виконується для частково впорядкованої множини (посета) {\displaystyle P}, якщо в нього всі сильні антиланцюги є зліченними.
У визначенні маються на увазі тільки нижні сильні антиланцюги.
Посети з властивістю ссс використовуються в аксіомі Мартіна, форсінгу та топології.

## Приклади
- Сепарабельний простір є ссс.